# Adolf Mauk
Adolf Mauk (ur. 8 maja 1906 w Lauffen am Neckar, zm. 24 stycznia 1983 tamże) – niemiecki polityk i ogrodnik, parlamentarzysta krajowy i europejski.

## Życiorys
Odbył praktykę i zdał egzamin czeladniczy w zawodzie ogrodnika, następnie przejął od rodziców przedsiębiorstwo z tej branży. Został szefem stowarzyszenia ogrodniczo-owocowego w Wirtembergii, wszedł w skład władz organizacji rolniczej Deutscher Bauernverband oraz spółki WLZ Reiffeisen. Działał również w grupie roboczej przy federalnym urzędzie zajmującym się cenami i nadzorem nad rynkiem rolnym.
W 1933 wstąpił do Narodowosocjalistycznej Niemieckiej Partii Robotników. Po wojnie został działaczem Demokratycznej Partii Ludowej, z którą w 1948 przystąpił do Wolnej Partii Demokratycznej. W latach 1952–1969 członek Bundestagu, od 1961 do 1970 oddelegowany do Parlamentu Europejskiego.